# Сёлы (Тверская область)
Сёлы — деревня в Нелидовском районе Тверской области. Центр Селянского сельского поселения.

## География
Находится в 19 км к северо-востоку от города Нелидово, на реке Вяземке, притоке реки Паникли (бассейн Западной Двины). В 3 км к югу от деревни — автодорога «Балтия».

## Население
| 2002 | 2010 |
| ---- | ---- |
| 378  | ↗398 |

Население по переписи 2002 года — 378 человек, 176 мужчин, 202 женщины.
В Сёлах — правление колхоза «Селянский» (бывш. «Советская Россия»).

## История
В Списке населенных мест Смоленской губернии 1859 года значится казённая деревня Константиново (Селы) на Буславском почтовом тракте, при реке Вяземке, имеет 22 двора, 149 жителей, сельское управление. В 2 км к северо-западу, на реке Паникля, находилось село Пониколь (Поникли), которое было центром церковного прихода.
В конце XIX века относились к Поникольской волости Бельского уезда. В 1900 в Сёлах — 4 двора, 12 жителей, земская школа, церковно-приходская школа, 3 ярмарки в год.
В 1924 Сёлы в Нелидовской волости Бельского уезда. С 1929 года — в составе Нелидовского района. В 1940 году деревня центр Поникольского сельсовета Нелидовского района Калининской области.
Во время Великой Отечественной войны Сёлы были оккупированы в октябре 1941 года. После наступления Красной Армии зимой 1941—42 годов, боевые действия в районе деревни велись с января 1942 года по март 1943 года.
В послевоенное время деревня развивалась как центральная усадьба колхоза «Советская Россия».
В 1997 году — 148 хозяйств, 427 жителей. Администрация Селянского сельского округа, правление колхоза «Селянский», животноводческая ферма, механические мастерские, средняя школа, больница, ДК, библиотека, отделение связи, АТС, магазины.